# Бозер, Али Хюсрев
Али Хюсрев Бозер (тур. Ali Hüsrev Bozer; 28 июля 1925, Анкара, Турция — 30 сентября 2020, там же) — турецкий политический, государственный и общественный деятель. Вице-премьер-министр Турции (30 марта 1989 — 21 февраля 1990). Исполняющий обязанности Премьер-министра Турции (31 октября 1989 — 9 ноября 1989), министр иностранных дел (21 февраля 1990 — 12 октября 1990). юрист, педагог, профессор торгового права, предприниматель. Доктор философии.

## Биография
Окончил Университет Чанкая, затем юридический факультет Университета Анкары. Получил степень доктора философии в Университете Невшателя в Швейцарии.
Политик. Член-основатель партии националистической демократии, затем перешёл в партию Отечества, занимал пост заместителя премьер-министра Турции в кабинетах Тургута Озала и Йылдырыма Акбулута.
Юрист. Профессор коммерческого права, член Европейского суда по правам человека, член Гаагского суда, представитель Турции в Парламентской ассамблее Совета Европы (1985-1987). Работал заведующим кафедрой коммерческого права на юридическом факультете Университета Анкары.
Занимал пост министра торговли, таможен и монополий, государственного министра и заместителя премьер-министра, а с 22.02.1990 по 12.10.1990 г. — министр иностранных дел Турции.
Член Великого Национального Собрания с 6 ноября 1983 по 20 октября 1991 года.
Один из основателей в 1969 г. и председатель Oyak-Renault, турецкой автомобильной компании (с 1991 по 1995).
Отец президента «Coca-Cola Eurasia Group» Ахмета Бозера.
Умер 30 сентября 2020 года в результате заражения COVID-19. Похоронен на кладбище Каршияка.

## Награды
- Орден Почётного легиона.